# 趙堪
趙堪（17世紀—1637年），字遜之，號原野，山東兗州府汶上縣人，明朝政治人物。

## 生平
趙堪是清朝順治十六年進士趙增的兄長，崇禎六年（1633年）中舉人，次年（1634年）聯捷成進士，獲授翼城知縣。當地遭流寇蹂躪，他就任後撫循人民，平均賦役，去除貪官，一時被稱為神明；餘暇時他嚴厲教育士子，很快鄉試有八人中式，文風丕振，又以流寇頻繁造炮備器，因此過分勞累，在任內去世，翼城人民立祠祭祀他，入翼城名宦祠，汶上崇祀鄉賢祠。

## 家族
曾祖赵德玉；祖趙元恩，寿官；父赵文炳，庠生；生父赵文烱。

## 引用
1. 1 2  康熙《續汶上縣志·卷四》：趙堪，字遜之，增之胞兄也，生而穎異，丰姿瓌偉，幼承父命繼仲父嗣以孝聞。崇禎癸丑【酉】舉於鄉，甲戌成進士，除授翼城令，翼新遭寇氛，公下車撫循勞來日噢咻，其民均役，除蠧不少寬假，一時畏若神明。暇則課士若嚴師，是科中式者八人，文風丕振，又以流寇時警，造炮具備器械，勞劇過甚卒於官，翼民立祠祀之，入翼城名宦，崇祀鄉賢。
2. ↑  《崇祯七年甲戌科进士三代履历便览》：赵堪，曾祖德玉；祖元恩，寿官；父文炳，庠生；生父文烱，吴江赐□员。原野，诗三房，丙午年十月初五日生，兖州府汶上县人，癸酉鄊试，会一百四十二名，三甲一百二十八名，刑部观政，五月授山西翼城知县。